# Gut Daudieck

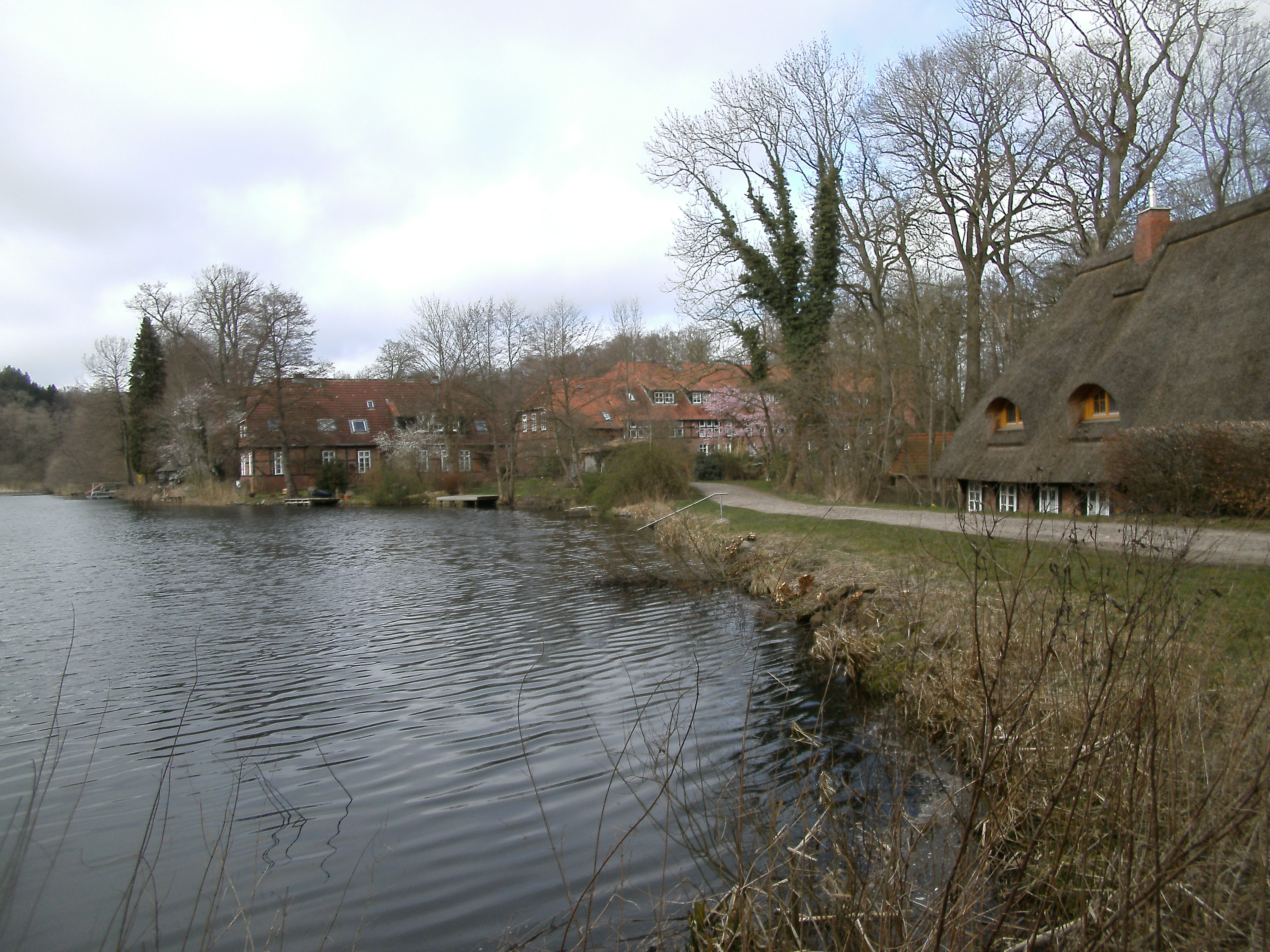
Gut Daudieck (Blick von Süden), April 2022

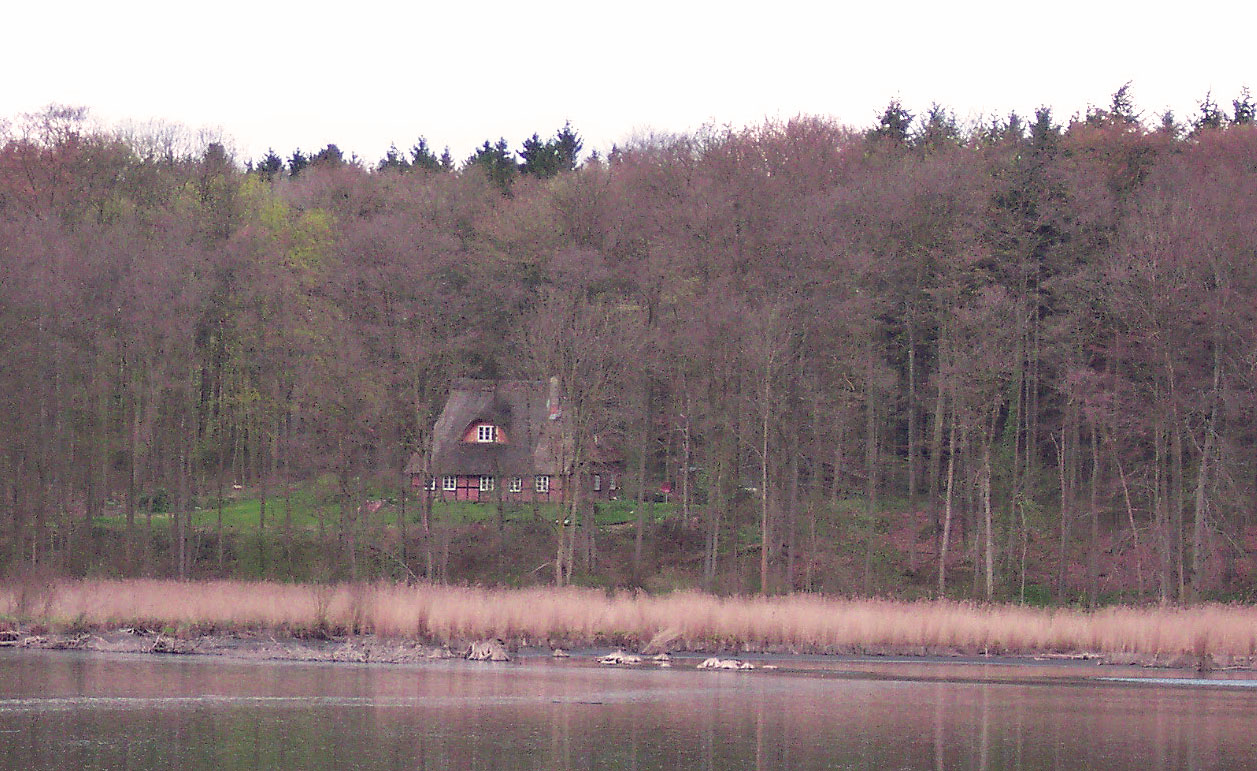
Gut Daudieck, Gebäude der ehemaligen Gutsschäferei

Gut Daudieck (plattdeutsch Daudiek) ist ein Gutshof und Baudenkmal in der Gemeinde Horneburg im niedersächsischen Landkreis Stade. Es liegt auf der Stader Geest im Naturschutzgebiet Aueniederung und Nebentäler.

## Geschichte

### Mittelalter und frühe Neuzeit
Daudieck war früher ein Gut des Klosters Harsefeld. Um 1600 hat der Horneburger Burgmann Berthold Schulte von der Lühe das Gut vom Kloster abgekauft. Das Gutshaus, das Nebengebäude und die Mühle wurden dann 1609 errichtet.

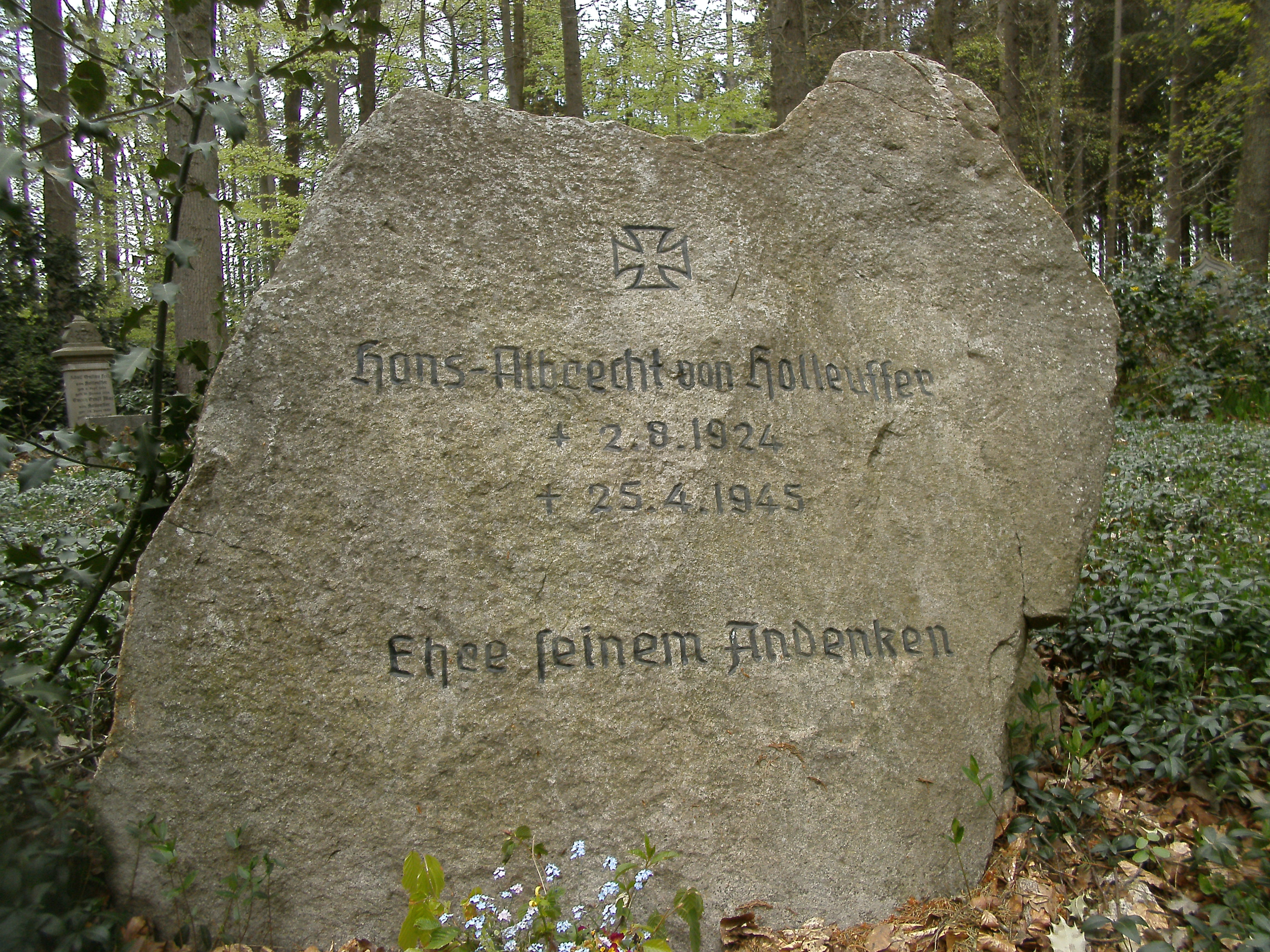
Grab von Hans-Albrecht von Holleuffer nahe Gut Daudieck

### Neuzeit
Im 18. Jahrhundert ging das Gut an die Familie von Rönne über und im 19. Jahrhundert an die Familie von Holleuffer.
Im Zweiten Weltkrieg fiel Hans Albrecht von Holleuffer; er hinterließ keine Nachkommen. Durch Erbgang ging das Gut an die Familie Brümmel.

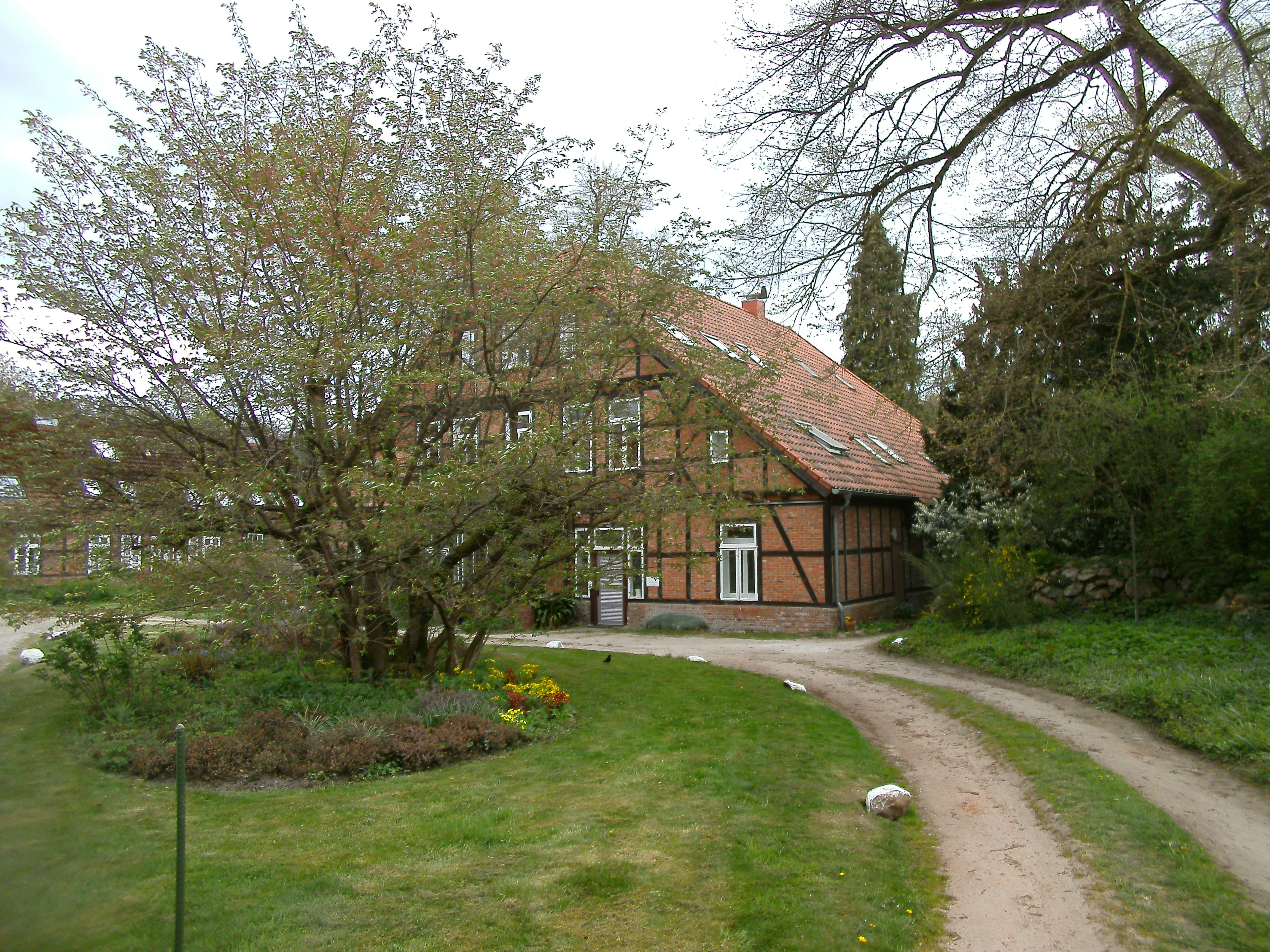
Gutshaus (um 1800 errichtet, um 1900 modernisiert)

Noch heute ist das Gut Daudieck in Besitz der Familie Brümmel. Es wird Landwirtschaft betrieben.
Die Gebäude des Guts stehen heute unter Denkmalschutz. Der Gebäudebestand umfasst das Mühlengebäude aus der Zeit um 1600, das Gutshaus, das um 1800 errichtet wurde, sowie ein Wohn- und ein Wirtschaftsgebäude aus dem 19. Jahrhundert. Erhalten sind der ehemalige Mühlteich im Westen der Anlage sowie historisches Kopfsteinpflaster. Zum Gut gehören heute außerdem 130 ha Ackerland, 15 ha Grünland, 70 ha Wald und 10 ha Teich.

### Verwaltungsgeschichte
Vor 1852 gehörte Daudieck zum Gericht Horneburg und anschließend von 1852 bis 1859 zum Amt Horneburg, das dann 1859 im Amt Harsefeld aufging. Nach 1885 gehörte Daudieck zum Kreis Stade und seit 1932 zum jetzigen Landkreis Stade.
In der Franzosenzeit gehörte das Gut zuerst von 1810 bis 1811 innerhalb des Königreichs Westphalen zur Mairie Horneburg im Kanton Horneburg. Von 1811 bis 1814 war Daudieck Teil des Französischen Kaiserreichs unter Napoleon und gehörte weiterhin zur Mairie Horneburg im Kanton Horneburg. Nach 1814 kehrte der vorherige Stand wieder ein.
Daudieck war schon immer mit Horneburg verbunden. Im 19. Jahrhundert bildete Daudieck für eine Zeit einen eigenständigen Gutsbezirk, wurde dann aber Teil der Gemeinde Horneburg.

### Einwohnerzahl
| Jahr             | Einwohner          |
| ---------------- | ------------------ |
| 1791             | 2 Feuerstellen     |
| 1824             | 3 Feuerstellen     |
| 1848             | 39 Leute, 4 Häuser |
| 1. Dezember 1871 | 37 Leute, 5 Häuser |
| 1. Dezember 1885 | 36 Leute, 5 Häuser |
| 1. Dezember 1905 | 33 Leute, 4 Häuser |

## Sehenswürdigkeiten in der Umgebung
Im Bereich zwischen Gut Daudieck und Issendorf befindet sich die rund 16 ha umfassende „Nekropole Daudieck“ mit etwa 50 Hügelgräbern und den  Hünenbetten von Daudieck aus der Jungsteinzeit. Ein Rundweg mit Infotafeln führt seit 2011 als archäologischer Lehrpfad durch das Gelände.
Ein weiteres Monument aus der Zeit ist der Rillenstein von Daudieck.